# Isla del Portichol
Isla del Portichol est un îlot inhabité situé à 200 mètres des côtes de la communauté autonome espagnole de Valence à laquelle il est rattaché. Le village le plus proche de cette île est Mar Azul.

## Géographie
Cette île a une superficie légèrement inférieure à 0,1 km2, son point culminant est le plus élevé des îles de la communauté autonome valencienne, avec 58 mètres au-dessus du niveau de la mer. Cet îlot possède en direction de l'est, à 170 mètres seulement, un îlet rocailleux d'environ 850 m2.